# Pateros (Washington)
Pateros (pəˈtærəs) ist eine Stadt (City) im Okanogan County im US-Bundesstaat Washington. Zum United States Census 2020 hatte Pateros 593 Einwohner.

## Geschichte

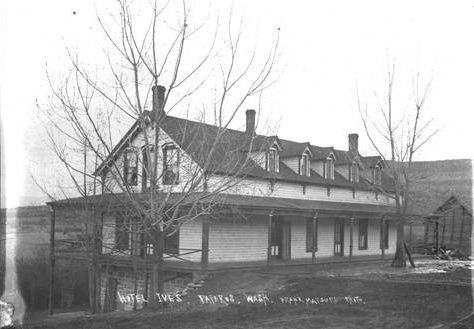
Das Hotel Ives, circa 1910

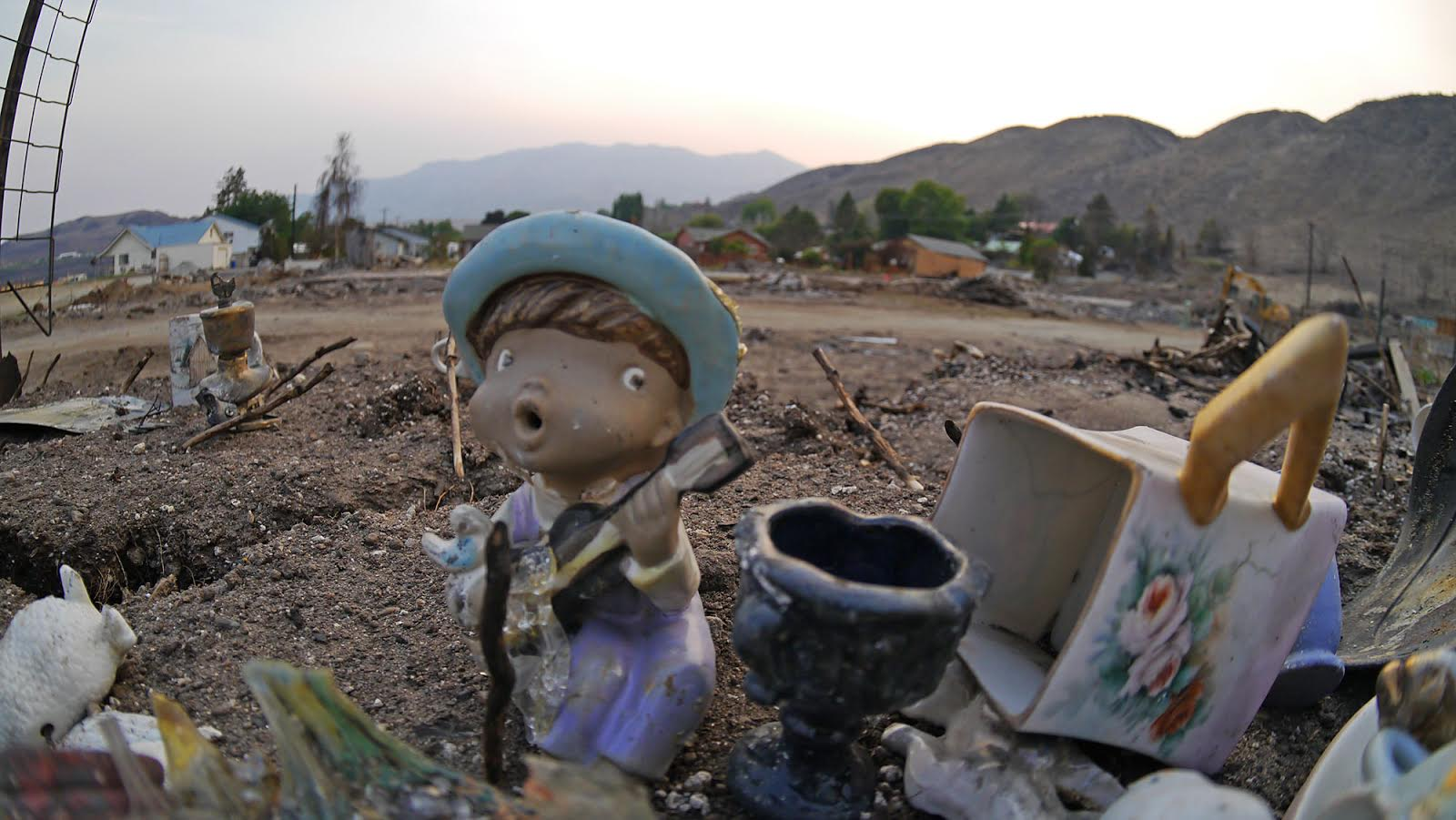
Wochen nach den Waldbränden von 2014, bei denen ein Großteil der Stadt Pateros zerstört wurde, war dies alles, was von mehreren bis auf die Grundmauern zerstörten Häuserblocks übrigblieb.

Pateros wurde ursprünglich als Ive’s Landing um 1886 von Lee Ives gegründet. Ives begann mit der Landwirtschaft nahe dem Zusammenfluss von Methow River und Columbia River; zur selben Zeit bewohnten Indianer in etwa 50 Tipis und 20 chinesische Bergleute die Gegend. Das erste Postamt wurde 1895 erbaut.
1900 kauft Charles Nosler den größten Teil der heutigen Ortslage. Er benannte die Stadt in Pateros nach einer Stadt auf den Philippinen um, die er zuvor besucht hatte. 1903 bestand die Stadt aus vier Geschäften und neun Wohnhäusern; sie wurde an J. C. Steiner verkauft. Steiner vermarktete die Stadt energisch und erreichte, dass hier ein wichtiger Eisenbahn-Versandort zwischen Oroville und Wenatchee entstand. Pateros wurde offiziell am 1. Mai 1913 als Gebietskörperschaft anerkannt.
Die Federal Power Commission übertrug 1962 dem Douglas County Public Utility District (PUD) eine 50-Jahres-Lizenz zum Bau und Betrieb des Wells Dam etwa acht Meilen (12,6 km) den Columbia River flussabwärts von Pateros. Der Bau des Staudamms hätte einen Großteil der ursprünglichen Stadt überflutet. Der Stadtrat von Pateros akzeptierte eine Angebot zur Verlegung der Stadt und der PUD wandte etwa eine Million US$ zur Verlegung oder zum Abriss von Gebäuden sowie zur Verbesserung der Infrastruktur auf. Wells Dam ging 1967 in Betrieb. Ungeachtet der Verlegung der Stadt sank die Einwohnerzahl zwischen 1960 und 1970 um ein Drittel.
Ein Großteil von Pateros wurde durch den Carlton-Complex-Brand am 17. und 18. Juli 2014 zerstört. Es wurden keine Verletzten oder Toten registriert, aber mindestens 95 Wohngebäude wurden zerstört, zusammen mit mindestens einem Geschäft.

## Geographie
Nach dem United States Census Bureau nimmt die Stadt eine Gesamtfläche von 1,27 km² ein, worunter keine Wasserflächen sind.

### Klima
Die Klima-Region, in der Pateros liegt, ist durch große saisonale Temperaturunterschiede gekennzeichnet, mit warmen bis heißen (und oft feuchten) Sommern und kalten (teilweise extrem kalten) Wintern. Nach der Klimaklassifikation nach Köppen und Geiger handelt es sich um ein feuchtes Kontinentalklima (abgekürzt „Dfb“).

## Demographie
| Jahr | Einwohner¹ |
| ---- | ---------- |
| 1920 | 412        |
| 1930 | 486        |
| 1940 | 484        |
| 1950 | 866        |
| 1960 | 673        |
| 1970 | 472        |
| 1980 | 555        |
| 1990 | 570        |
| 2000 | 643        |
| 2010 | 667        |
| 2020 | 593        |

¹ 1920–2020: Volkszählungsergebnisse

### Census 2000
Nach der Volkszählung von 2000 gab es in Pateros 643 Einwohner, 249 Haushalte und 172 Familien. Die Bevölkerungsdichte betrug 486,8 pro km². Es gab 279 Wohneinheiten bei einer mittleren Dichte von 211,2 pro km².
Die Bevölkerung bestand zu 77,76 % aus Weißen, zu 1,4 % aus Indianern, zu 0,31 % aus Asiaten, zu 19,28 % aus anderen „Rassen“ und zu 1,24 % aus zwei oder mehr „Rassen“. Hispanics oder Latinos „jeglicher Rasse“ bildeten 29,86 % der Bevölkerung.
Von den 249 Haushalten beherbergten 36,1 % Kinder unter 18 Jahren, 56,2 % wurden von zusammen lebenden verheirateten Paaren, 10 % von alleinerziehenden Müttern geführt; 30,9 % waren Nicht-Familien. 29,7 % der Haushalte waren Singles und 14,1 % waren alleinstehende über 65-jährige Personen. Die durchschnittliche Haushaltsgröße betrug 2,58 und die durchschnittliche Familiengröße 3,22 Personen.
Der Median des Alters in der Stadt betrug 35 Jahre. 27,5 % der Einwohner waren unter 18, 9,5 % zwischen 18 und 24, 27,4 % zwischen 25 und 44, 19 % zwischen 45 und 64 und 16,6 65 Jahre oder älter. Auf 100 Frauen kamen 94,3 Männer, bei den über 18-Jährigen waren es 91,8 Männer auf 100 Frauen.
Alle Angaben zum mittleren Einkommen beziehen sich auf den Median. Das mittlere Haushaltseinkommen betrug 30.938 US$, in den Familien waren es 39.375 US$. Männer hatten ein mittleres Einkommen von 30.521 US$ gegenüber 20.208 US$ bei Frauen. Das Pro-Kopf-Einkommen betrug 13.646 US$. Etwa 9,3 % der Familien und 17,1 % der Gesamtbevölkerung lebte unterhalb der Armutsgrenze; das betraf 19,7 % der unter 18-Jährigen und 8,8 % der über 65-Jährigen.

### Census 2010
Nach der Volkszählung von 2010 gab es in Pateros 667 Einwohner, 238 Haushalte und 162 Familien. Die Bevölkerungsdichte betrug 525,6 pro km². Es gab 276 Wohneinheiten bei einer mittleren Dichte von 217,5 pro km².
Die Bevölkerung bestand zu 76,9 % aus Weißen, zu 0,1 % aus Afroamerikanern, zu 3,1 % aus Indianern, zu 17,2 % aus anderen „Rassen“ und zu 2,5 % aus zwei oder mehr „Rassen“. Hispanics oder Latinos „jeglicher Rasse“ bildeten 37,8 % der Bevölkerung.
Von den 238 Haushalten beherbergten 39,1 % Kinder unter 18 Jahren, 52,1 % wurden von zusammen lebenden verheirateten Paaren, 10,5 % von alleinerziehenden Müttern und 5,5 % von alleinstehenden Vätern geführt; 31,9 % waren Nicht-Familien. 26,5 % der Haushalte waren Singles und 12,2 % waren alleinstehende über 65-jährige Personen. Die durchschnittliche Haushaltsgröße betrug 2,76 und die durchschnittliche Familiengröße 3,27 Personen.
Der Median des Alters in der Stadt betrug 33,9 Jahre. 30,6 % der Einwohner waren unter 18, 8,8 % zwischen 18 und 24, 24,6 % zwischen 25 und 44, 24,2 % zwischen 45 und 64 und 11,4 65 Jahre oder älter. Von den Einwohnern waren 51,9 % Männer und 48,1 % Frauen.

## Events

### Apple Pie Jamboree
Pateros liegt im nördlichen zentralen Washington im Okanogan County. Nach Angaben der Stadt lebten 2009 624 Menschen in Pateros. Mitte Juli jedoch besuchen Tausende die jährliche Apple Pie Jamboree in Pateros. Es gibt Drachenbootrennen, Basketball-Wettbewerbe und selbstverständlich wird viel Apple Pie gegessen. Pateros veranstaltete 2011 das 64. dieser Ereignisse. Die Apple Pie Jamboree ist eine Spaßveranstaltung für Einwohner und „Coasties“; die Teilnahmegebühren kommen lokalen Clubs, Studenten und Gemeinde-Gruppen zugute. Einwohner und Anbieter freuen sich jährlich darauf.
Drachenbootrennen:

Gemischte Teams beginnen frühzeitig mit dem Training für die Drachenbootrennen. Einige Firmen nehmen die Gelegenheit wahr, sich durch die Teilnahme von Firmen-Teams zu präsentieren und den Angestellten Spaß zu bieten. Zwanzig Leute rudern im Rhythmus, das kleinste Teammitglied schlägt in der Regel mit einer Trommel den Takt. Die Boote sehen irgendwie traditionell asiatisch aus und bringen ein einzigartiges Flair nach Pateros. Die Rennstrecke ist 820 Fuß (244 m) lang. Das Team mit der besten Zeit aus drei Läufen gewinnt. Eine Woche vorher beginnen die Trainings zum Aufbau des Teams und zur Abstimmung des Rhythmus.
3 on 3 und weitere Aktivitäten:

Das 3 on 3 Basketball-Turnier beginnt am Samstag der Jamboree um 8 Uhr morgens und dauert, bis alle Teams gespielt haben. Das Turnier ist für alle Altersgruppen von der dritten Klasse bis zu Erwachsenen offen. Am Alta Lake Golf Course, nur fünf Meilen (8 km) von Pateros, findet ein Golfturnier statt. Andere Aktivitäten wie der Jamboree Jog, ein Bass-Turnier, eine Parade, eine Quilt-Show und der Wenatchee Youth Circus finden gleichfalls statt. Neu seit 2012 ist ein Jet-Ski-Rennen. Einige der weltbesten Jet-Ski-Fahrer demonstrieren ihr Können am Wochenende der Jamboree. Hochsprünge und Drehungen in der Luft machen für die Freestyle-Artisten den Auftakt.
Apple Pie und KFC:

Apple Pie ist das Herzstück der Veranstaltung, und so findet auch ein Backwettbewerb statt. Es gibt einen Einhundert-Dollar-Preis für Erwachsene und ein Preisgeld von zwanzig Dollar für die Jugend. Die Apple-Pie-Stücken werden verkauft und das eingenommene Geld kommt wiederum der Gemeinde und den Schülern und Studenten zugute. Die Abschlussklasse der Pateros High School veranstaltet ein von KFC gesponsertes Dinner zur Finanzierung ihrer Abschlussfahrt. Der Eintritt kosten acht Dollar und bietet eine willkommene Ergänzung für die Veranstaltung.

### Pateros Hydro Classic
Mitte August veranstaltet die Tacoma Inboard Racing Association die „Pateros Hydro Classic“. Jedes Jahr kommen Teilnehmer aus dem ganzen Land zu diesem Rennen. Gleitboote „fliegen“ mit Geschwindigkeiten bis zu 140 mi/ h (225 km/ h) über das Wasser. Sie werden von acht-Zylinder-Motoren angetrieben und sind so laut, dass sie in der ganzen Stadt zu hören sind. Eine Strecke von eineinviertel Meilen (zwei Kilometer) Länge bietet fünfzig Booten Gelegenheit zum Kampf um Gold. Das Rennen startet morgens um 10:30 Uhr. Die Fans beobachten die Rennen von den grasbedeckten Ufern des Sees, der eigentlich der Columbia River ist. Ein Feuerwerk verkündet das Ende eines langen Renntages auf dem See.

## Persönlichkeiten
- Richard Sternoff Beyer (1925–2012), Bildhauer aus Pateros, der zwischen 1968 und 2006 über 90 Skulpturen schuf
- Ron Terpening (* 1946), Schriftsteller, Italienisch-Professor und Herausgeber